# Trichoniscus euboensis
Trichoniscus euboensis là một loài chân đều trong họ Trichoniscidae. Loài này được Vandel miêu tả khoa học năm 1964.